# Hypotrachyna nana
Hypotrachyna nana är en lavart som beskrevs av Marcelo Pinto Marcelli & Célio Henrique Ribeiro 2002 Hypotrachyna nana ingår i släktet Hypotrachyna och familjen Parmeliaceae.   Inga underarter finns listade i Catalogue of Life.